# Паньшиха (приток Бурлы)
Паньшиха (в верховье Солоновка) — река в России, протекает по Панкрушихинскому району Алтайского края. Длина реки — 22 км, площадь водосборного бассейна — 532 км².
Впадает в реку Бурла в 442 км от устья по левому берегу, в районном центре, селе Панкрушиха.

## Данные водного реестра
По данным государственного водного реестра России относится к Верхнеобскому бассейновому округу, речной бассейн реки — бессточная область междуречья Оби и Иртыша, водохозяйственный участок реки — бассейн Большого Топольного озера и реки Бурла.